# Tormenta tropical Aletta (1982)
La tormenta tropical Aletta fue débil pero destructivo que mató a 308 personas mientras permanecía en frente de la costa de Centroamérica en mayo de 1982. Un área de perturbación climática se desarrolló en una depresión tropical el 20 de mayo y a tormenta tropical el 23 de mayo. El Aletta se desplazó erráticamente y se debilitó gradualmente, disipándose a pocos cientos de kilómetros al suroeste de Acapulco el 29 de mayo. La humedad del sistema tropical llegó a Honduras, El Salvador y Nicaragua, causando inundaciones. A través de estos países, 308 personas murieron y los daños totales fueron estimados en USD $457 millones (1982). Posterior al impacto de la tormenta, muchas organizaciones proveyeron de suministros para auxiliar a las víctimas del Aletta.

## Historial meteorológico

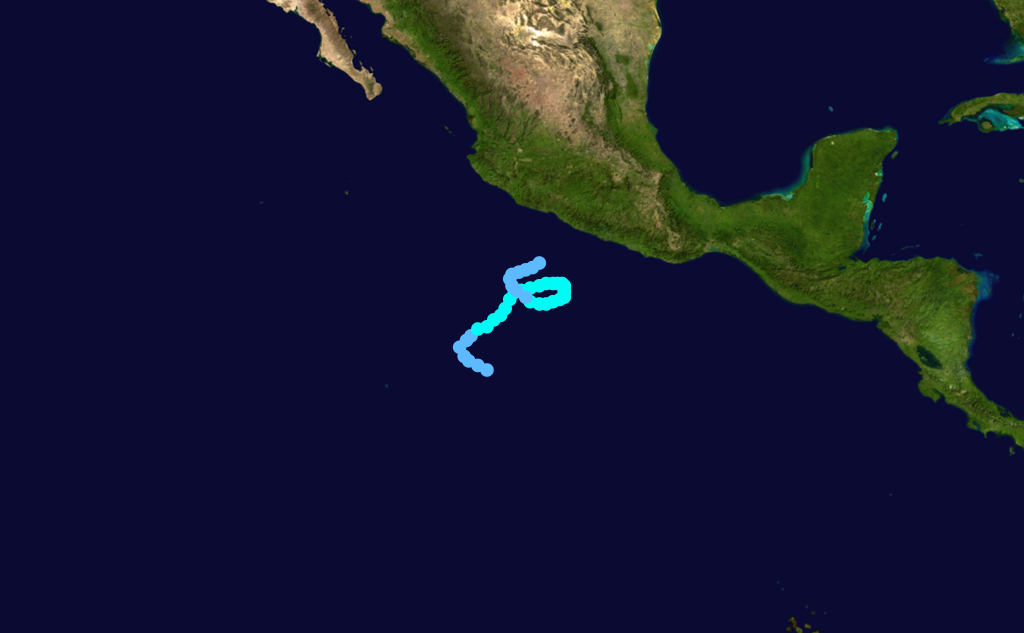
Trayectoria de la tormenta tropical Aletta, según la escala de huracanes de Saffir-Simpson.

Los orígenes del Aletta fueron de una perturbación tropical que fue observado por primera vez el 18 de mayo a 800 kilómetros al sursudoeste de Acapulco, México. El 20 de mayo, las imágenes de satélite mostraron evidencia de una débil circulación atmosférica. Basado en esto, la perturbación fue promovida a una depresión tropical. Desplazándose al noroeste, la depresión se convirtió en la tormenta tropical Aletta 36 horas después sobre una temperatura superficial del mar de 30 grados Celsius. El sistema giró al noreste debido a los vientos occidentales de magnitud alta, alcanzando su pico de intensidad de vientos sostenidos en un minuto de 55 nudos (100 km/h) el 23 de mayo.
Brevemente después de su pico de intensidad, la tormenta tropical Aletta empezó a debilitarse. Sin embargo, el ciclón tropical pudo mantener vientos de 45 nudos (85 km/h) por 30 horas, antes de continuar con su tendencia debilitatoria. Mientras las corrientes de guía se debilitaron el 25 de mayo, el Aletta mostró y se desplazó en forma de las manecillas del reloj durante el 28 de mayo. Brevemente, la tormenta tropical Aletta fue degradada a depresión tropical. Aproximadamente a 290 kilómetros al suroeste de Acapulco, la depresión tropical Aletta finalmente se disipó.

## Impacto y repercusiones
Las bandas lluviosas externas de la tormenta tropical Aletta produjeron lluvias torrenciales y vientos fuertes sobre Centroamérica por varios días y las precipitaciones totales fueron mayores a 584,2 milímetros en varias áreas, con un pico de 1.455 milímetros en Chinandega. Un oficial de la Cruz Roja nicaragüense afirmó que "varias familias fueron arrastradas por las corrientes y no sabíamos nada de ellos". Debido a que varios alcantarillados en Nicaragua fueron dañados, el agua potable fue contaminada. En el occidente de Nicaraguaa, noventa por ciento del cultivo de banano y el 60 por ciento del cultivo de maíz fue completamente destruidos. Por todo el país, 108 personas fallecieron, 10 de los cuales se ahogaron. Aproximadamente 20.000 personas se quedaron sin hogar y los daños totales se estimaron en USD $365 millones (1982); daños a las carreteras, tramos del ferrocarril, fábricas y fincas se estimaron en $100 millones. En el norte del país, un deslave sepultó a tres pequeñas comarcas, dejando a 270 desaparecidos y sólo 29 sobrevivientes. Alrededor de 15.000 personas fueron a dos refugios de emergencia. Muchos puentes fueron dañados. Desde que la ciudad de León sufriera el mayor daño, la Junta de Gobierno de Reconstrucción Nacional declaró un estado de desastre para la ciudad y las zonas aledañas. El Aletta fue considerado como el peor desastre del país en tres años.
A través de Honduras, 200 personas murieron y 5.000 se quedaron sin alimentos y agua en solo 13 comunidades. Un total de 80.000 personas se quedaron sin hogar, los cuales fueron reubicados en escuelas, iglesias y centros de salud. Los daños totales fueron estimados en USD $101 millones (1982).
El 27 de mayo, los gobiernos de Honduras y Nicaragua solicitaron ayuda internacional. Los soldados rápidamente enviaron alimentos y medicinas a al menos 50 comunidades en ambos países. Un segundo pedido fue hecho posteriormente, el cual se solicitó USD $5,1 millones en medicinas y otros suministros. La Cruz Roja y las Naciones Unidas (ONU) solicitaron USD $3 millones en ayuda internacional. La ONU garantizó al gobierno nicaragüense un mes de suministro de alimentos, pero las autoridades temieron que esto no iba a ser suficiente. El gobierno de Cuba anunció el envío de 12.000 obreros de la construcción así como 2.000 profesores, médicos y autoridades a Nicaragua. Canadá donó $220.000 por medio de la Cruz Roja Internacional. Para prevenir una epidemia de enfermedades infecciosas como la fiebre tifoidea, el ministro de Salud inició una jornada de vacunación el cual costó USD $5,1 millones. La embajada de los Estados Unidos en Managua donó USD $25.000 en suministros, mientras que la embajada del país en Tegucigalpa asesoró sobre los daños en ese país y suministró ayuda.